# 淮南路 (合肥)
淮南路，中国安徽省合肥市的一条南北干道，得名自淮南市，北起长丰县五湖大道，南至瑶海区胜利路，其中板桥河以北称淮南北路，已建成全长23公里，北二环路以南大体建于原老淮南铁路之上。沿路有双凤湖国际旅游度假区、安徽省北城监管集中区、丰乐生态园、合肥腾飞高级技工学校、合肥市元一名城小学等。

## 轨道交通
- █ 3号线：淮南路站